# Phasianella australis
Phasianella australis là một loài ốc biển cỡ vừa đến lớn, là động vật thân mềm chân bụng sống ở biển thuộc họ Phasianellidae.

## Hình ảnh

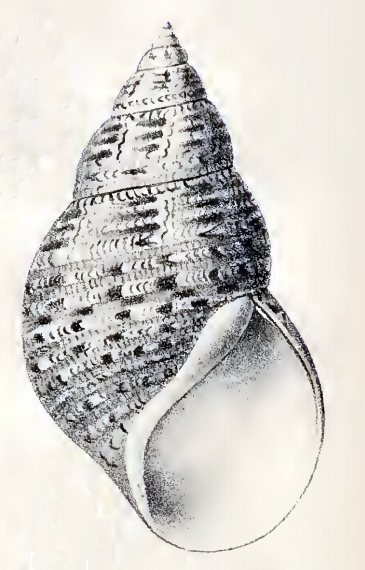
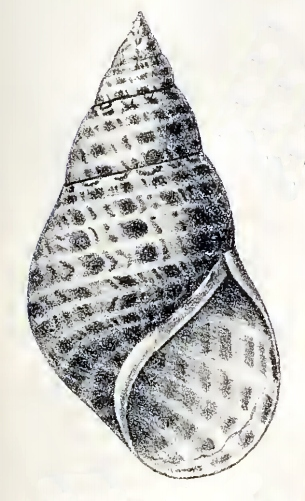
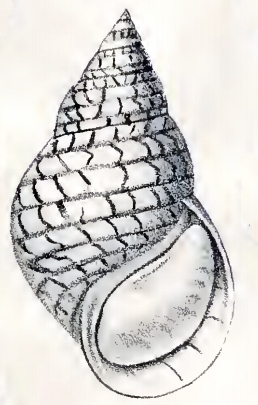
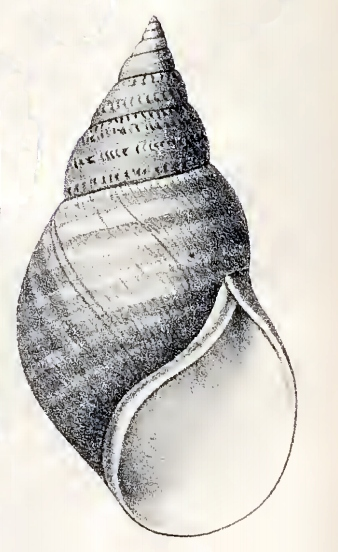